# Caverna da Mandaçaia
A Caverna da Mandaçaia (ou Primeira Caverna) é um acidente geográfico no município de Telêmaco Borba, no estado brasileiro do Paraná. Trata-se de um solapamento em rochas sedimentares, sobretudo siltitos, podendo ainda encontrar arenitos e argilitos intercalados, sobretudo permo-carboníferos. O processo erosivo de formação é fluvial. 
Esta Primeira Caverna, juntamente com a Segunda Caverna de dimensão menor, formam um conjunto de formação geológica de acidente geográfico dentro da localidade conhecida como Mandaçaia, no município de Telêmaco Borba.
A caverna da Mandaçaia foi assim popularmente denominada por estar localizada na fazenda Mandaçaia, próxima a lagoa da Mandaçaia. O acesso se dá pela mesma estrada que dá acesso a lagoa da Mandaçaia, partindo da PR-160, pela estrada de terra cascalhada da Mandaçaia, até a altura aproximada do 4,5 Km, quando se acessa a esquerda, a estrada de servidão das Indústrias Klabin, após se segue por uma trilha entre a mata ciliar, sendo que o local fica impossibilitado de ser acessado por veículos.
Esta caverna de formação rochosa apresenta dois salões um a direita com cerca de 40 m² (8x5) com altura média da entrada de 3,00 metros e 1,5 aos fundos. A entrada deste salão possui uma cachoeira de cerca de 5 metros de altura. O outro salão a direita tem cerca de 180 m² (40x6) com altura média de 6 metros na entrada e termina com mais ou menos um metro de altura.
A caverna encontra-se na bacia hidrográfica do arroio Uvaranal (curso de água afluente do rio Tibagi) e ao lado da caverna há uma queda d'água.